# Amniataba
Amniataba és un gènere de peixos pertanyent a la família dels terapòntids.

## Taxonomia
- Amniataba affinis (Mees & Kailola, 1977)[4]
- Amniataba caudavittata (Richardson, 1845)[5]
- Amniataba percoides (Günther, 1864)[6][7][8][9][10][11]